# Nuoto ai campionati mondiali di nuoto 2011 - 50 metri farfalla maschili
La specialità dei 50 metri farfalla maschili ai campionati mondiali di nuoto 2011 si è svolta presso lo Shanghai Oriental Sports Center di Shanghai, in Cina.
Le qualifiche per la semifinale si sono svolte la mattina del 24 luglio 2011, mentre la semifinale si è svolta la sera dello stesso giorno. La finale, invece, si è svolta la sera del 25 luglio 2011.

## Medaglie
| Posizione | Atleta            | Paese     |
| --------- | ----------------- | --------- |
| Oro       | César Cielo Filho | Brasile   |
| Argento   | Matthew Targett   | Australia |
| Bronzo    | Geoff Huegill     | Australia |

## Record
Prima della manifestazione il record del mondo (WR) e il record dei campionati (CR) erano i seguenti.
| Record mondiale       | 22"43 | Rafael Muñoz Pérez Spagna | 5 aprile 2009 Malaga, Spagna |
| Record dei campionati | 22"67 | Milorad Čavić Serbia      | 27 luglio 2009 Roma, Italia  |

Nel corso della competizione non sono stati migliorati record.

## Batterie
| Pos. | Atleta                 | Nazionalità               | Tempo        | Batteria     | Corsia       | Note         |
| ---- | ---------------------- | ------------------------- | ------------ | ------------ | ------------ | ------------ |
| 1    | César Cielo Filho      | Brasile                   | 23.26        | 7            | 4            |              |
| 2    | Geoff Huegill          | Australia                 | 23.27        | 6            | 4            |              |
| 3    | Florent Manaudou       | Francia                   | 23.31        | 5            | 6            |              |
| 4    | Jason Dunford          | Kenya                     | 23.48        | 5            | 5            |              |
| 5    | Steffen Deibler        | Germania                  | 23.50        | 6            | 5            |              |
| 6    | Ivan Lendjer           | Serbia                    | 23.51        | 7            | 7            |              |
| 7    | Konrad Czerniak        | Polonia                   | 23.52        | 6            | 8            |              |
| 8    | Matthew Targett        | Australia                 | 23.53        | 5            | 4            |              |
| 9    | Andriy Govorov         | Ucraina                   | 23.63        | 6            | 3            |              |
| 10   | Roland Schoeman        | Sudafrica                 | 23.64        | 7            | 3            |              |
| 11   | Francois Heersbrandt   | Belgio                    | 23.73        | 6            | 6            |              |
| 12   | Milorad Čavić          | Serbia                    | 23.76        | 5            | 2            |              |
| 13   | Benjamin Hockin        | Paraguay                  | 23.82        | 7            | 8            |              |
| 14   | Frédérick Bousquet     | Francia                   | 23.84        | 7            | 5            |              |
| 15   | Antony James           | Regno Unito               | 23.94        | 5            | 8            |              |
| 16   | Joeri Verlinden        | Paesi Bassi               | 23.96        | 7            | 2            |              |
| 16   | Nikita Konovalov       | Russia                    | 23.96        | 7            | 1            |              |
| 18   | Octavio Alesi          | Venezuela                 | 23.99        | 6            | 7            |              |
| 19   | Peter Mankoč           | Slovenia                  | 24.01        | 4            | 4            |              |
| 20   | Mario Todorovic        | Croazia                   | 24.05        | 7            | 6            |              |
| 21   | Yauheni Tsurkin        | Bielorussia               | 24.09        | 5            | 1            |              |
| 22   | Yeugeniy Lazuka        | Azerbaigian               | 24.14        | 4            | 2            |              |
| 23   | Marco Belotti          | Italia                    | 24.19        | 4            | 3            |              |
| 23   | Cullen Jones           | Stati Uniti               | 24.19        | 5            | 3            |              |
| 25   | Ryan Pini              | Papua Nuova Guinea        | 24.26        | 6            | 1            |              |
| 26   | Joseph Bartoch         | Canada                    | 24.29        | 4            | 1            |              |
| 27   | Jiawei Zhou            | Cina                      | 24.33        | 6            | 2            |              |
| 28   | Elvis Burrows          | Bahamas                   | 24.35        | 5            | 7            |              |
| 29   | Joshua Mc Leod         | Trinidad e Tobago         | 24.41        | 4            | 8            |              |
| 30   | Daniel Bell            | Nuova Zelanda             | 24.43        | 4            | 5            |              |
| 31   | Michal Rubacek         | Rep. Ceca                 | 24.59        | 4            | 6            |              |
| 32   | Virdhaval Vikram Khade | India                     | 24.65        | 4            | 7            |              |
| 33   | Marcelino Richaards    | Suriname                  | 25.36        | 3            | 6            |              |
| 34   | Serghei Golban         | Moldavia                  | 25.37        | 3            | 5            |              |
| 35   | Yellow Yeiyah          | Nigeria                   | 25.41        | 3            | 4            |              |
| 36   | Ifalemi Paea           | Tonga                     | 25.50        | 3            | 8            |              |
| 37   | Andrew Chetcuti        | Malta                     | 25.54        | 3            | 7            |              |
| 38   | Javier Hernández       | Honduras                  | 26.05        | 2            | 4            |              |
| 39   | João Matias            | Angola                    | 26.06        | 3            | 2            |              |
| 40   | Obaid Al Jasmi         | Emirati Arabi Uniti       | 26.20        | 3            | 1            |              |
| 41   | Rami Anis              | Siria                     | 26.22        | 3            | 3            |              |
| 42   | Iohanad Dheyaa         | Iraq                      | 27.51        | 1            | 3            |              |
| 43   | Mark Thompson          | Zambia                    | 28.90        | 2            | 5            |              |
| 44   | Mohamed Abd Mahmoud    | Sudan                     | 29.02        | 1            | 1            |              |
| 45   | John Kamyuka           | Botswana                  | 29.03        | 2            | 3            |              |
| 46   | Conrad Gaira           | Uganda                    | 29.36        | 2            | 2            |              |
| 47   | Fiseha Hailu           | Etiopia                   | 29.58        | 2            | 6            |              |
| 48   | Khalid Ismaeel Alibaba | Brunei                    | 29.95        | 1            | 6            |              |
| 49   | Inayath Hassan         | Maldive                   | 30.03        | 1            | 4            |              |
| 50   | Tolga Akcayli          | Saint Vincent e Grenadine | 30.05        | 2            | 7            |              |
| 51   | Il Dionisio Augustine  | Micronesia                | 30.59        | 1            | 2            |              |
| 52   | Mamadou Soumare        | Mali                      | 30.64        | 2            | 1            |              |
| 53   | Ching Maou Wei         | Samoa Americane           | 31.29        | 2            | 8            |              |
| 54   | Kyle Zreibe            | Antigua e Barbuda         | 36.25        | 1            | 7            |              |
| -    | Chingizov Alisher      | Tagikistan                | non partito  | non partito  | non partito  | non partito  |
| -    | Amer Ali               | Iraq                      | squalificato | squalificato | squalificato | squalificato |

### Spareggio
| Pos. | Atleta           | Nazionalità | Tempo | Corsia | Note |
| ---- | ---------------- | ----------- | ----- | ------ | ---- |
| 1    | Joeri Verlinden  | Paesi Bassi | 23.77 | 4      |      |
| 2    | Nikita Konovalov | Russia      | 23.84 | 5      |      |

## Semifinali
| Pos. | Atleta               | Nazionalità | Tempo | Batteria | Corsia | Note |
| ---- | -------------------- | ----------- | ----- | -------- | ------ | ---- |
| 1    | César Cielo Filho    | Brasile     | 23.19 | 2        | 4      |      |
| 2    | Geoff Huegill        | Australia   | 23.26 | 1        | 4      |      |
| 3    | Florent Manaudou     | Francia     | 23.32 | 2        | 5      |      |
| 4    | Jason Dunford        | Kenya       | 23.34 | 1        | 5      |      |
| 5    | Steffen Deibler      | Germania    | 23.39 | 2        | 3      |      |
| 5    | Andriy Govorov       | Ucraina     | 23.39 | 2        | 2      |      |
| 7    | Matthew Targett      | Australia   | 23.41 | 1        | 6      |      |
| 8    | Frédérick Bousquet   | Francia     | 23.42 | 1        | 1      |      |
| 9    | Roland Schoeman      | Sudafrica   | 23.48 | 1        | 2      |      |
| 9    | Konrad Czerniak      | Polonia     | 23.48 | 2        | 6      |      |
| 11   | Ivan Lendjer         | Serbia      | 23.54 | 1        | 3      |      |
| 12   | Milorad Čavić        | Serbia      | 23.59 | 1        | 7      |      |
| 13   | Francois Heersbrandt | Belgio      | 23.68 | 2        | 7      |      |
| 14   | Joeri Verlinden      | Paesi Bassi | 23.73 | 1        | 8      |      |
| 15   | Antony James         | Regno Unito | 23.74 | 2        | 8      |      |
| 16   | Benjamin Hockin      | Paraguay    | 23.95 | 2        | 1      |      |

## Finale
| Pos. | Atleta             | Nazionalità | Tempo | Corsia | Note |
| ---- | ------------------ | ----------- | ----- | ------ | ---- |
|      | César Cielo Filho  | Brasile     | 23.10 | 4      |      |
|      | Matthew Targett    | Australia   | 23.28 | 1      |      |
|      | Geoff Huegill      | Australia   | 23.35 | 5      |      |
| 4    | Frédérick Bousquet | Francia     | 23.38 | 8      |      |
| 5    | Florent Manaudou   | Francia     | 23.49 | 3      |      |
| 6    | Steffen Deibler    | Germania    | 23.55 | 2      |      |
| 7    | Jason Dunford      | Kenya       | 23.60 | 6      |      |
| 8    | Andriy Govorov     | Ucraina     | 23.64 | 7      |      |